# Guillaume de Saint-Cloud
Guillaume de Saint-Cloud (siglos XIII-XIV) fue un astrónomo francés de finales del siglo XIII fundamentalmente conocido por su Almanaque, escrito en torno al año 1292, dedicado a María de Brabante y traducido del latín al francés por Juana de Navarra.

## Almanaque
Esta obra es uno de los primeros testimonios sobre observaciones astronómicas, aportando datos empíricos sobre el sol, la luna y diversos planetas.

## La cámara oscura
También fue uno de los precursores en la utilización de la cámara oscura para la observación de eclipses, como realizó con sus alumnos en la universidad de Florencia en el año 1290.
En su obra Almanaque se encuentra la primera representación existente de una cámara oscura.